# Louis Basile Carré de Montgeron

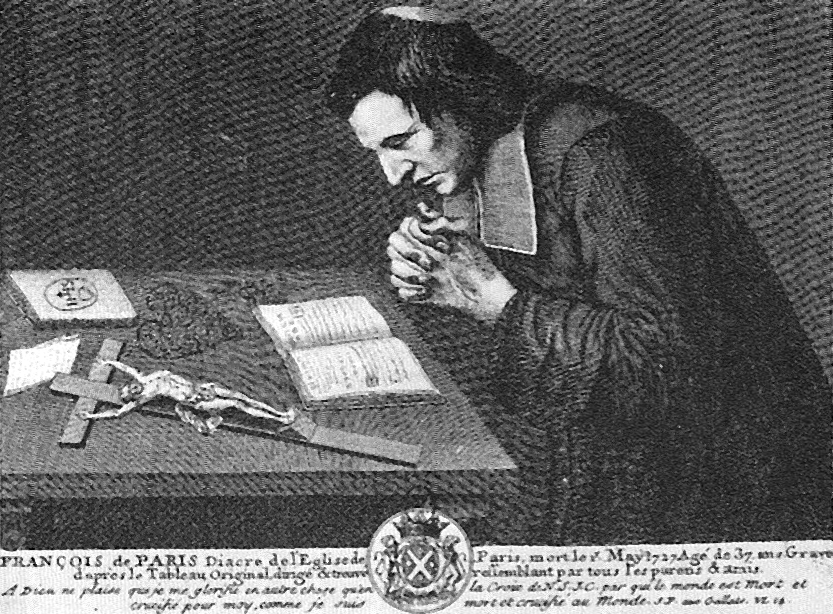
François de Pâris

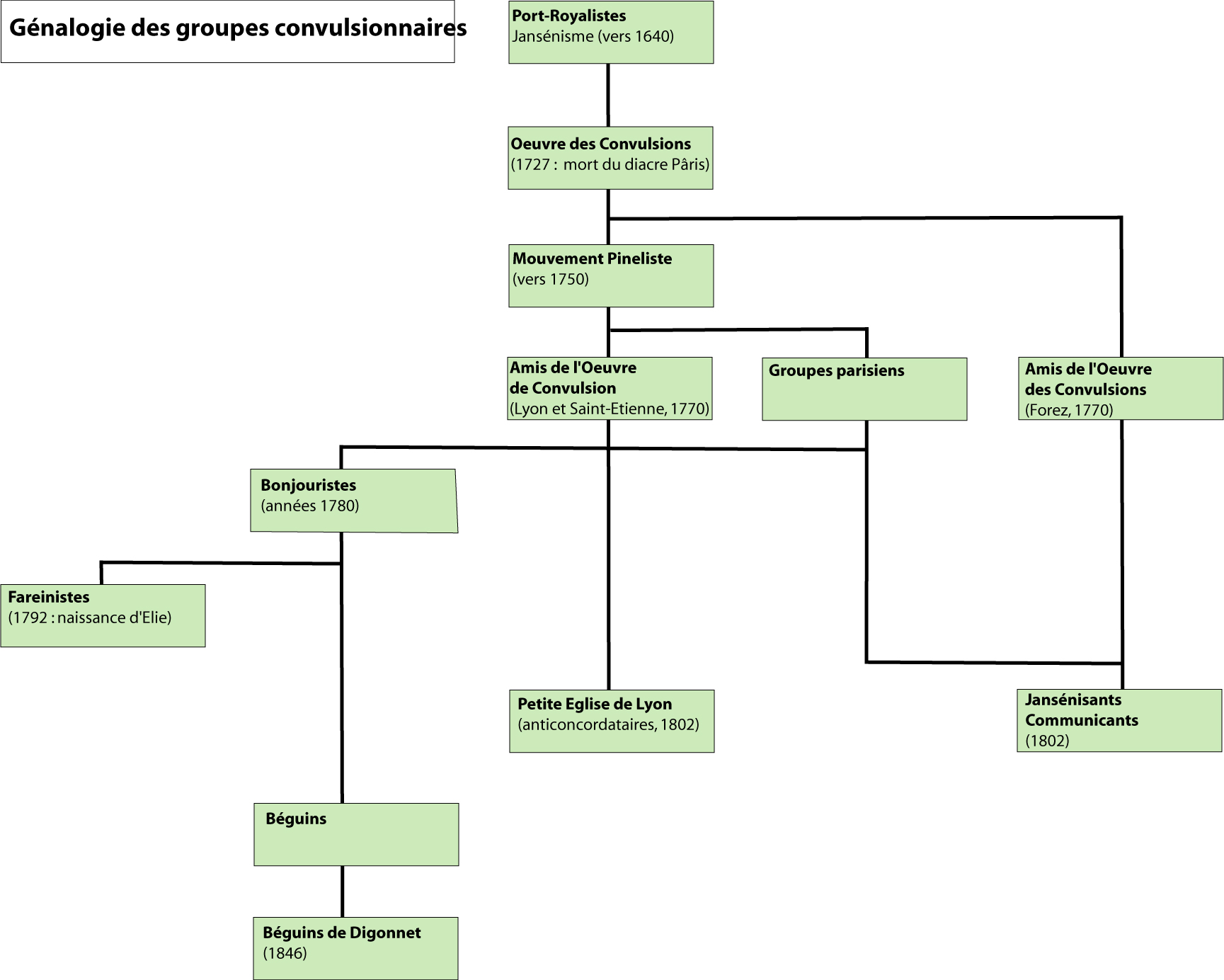
Organisation und Genealogie der verschiedenen Konvulsionärsgruppen

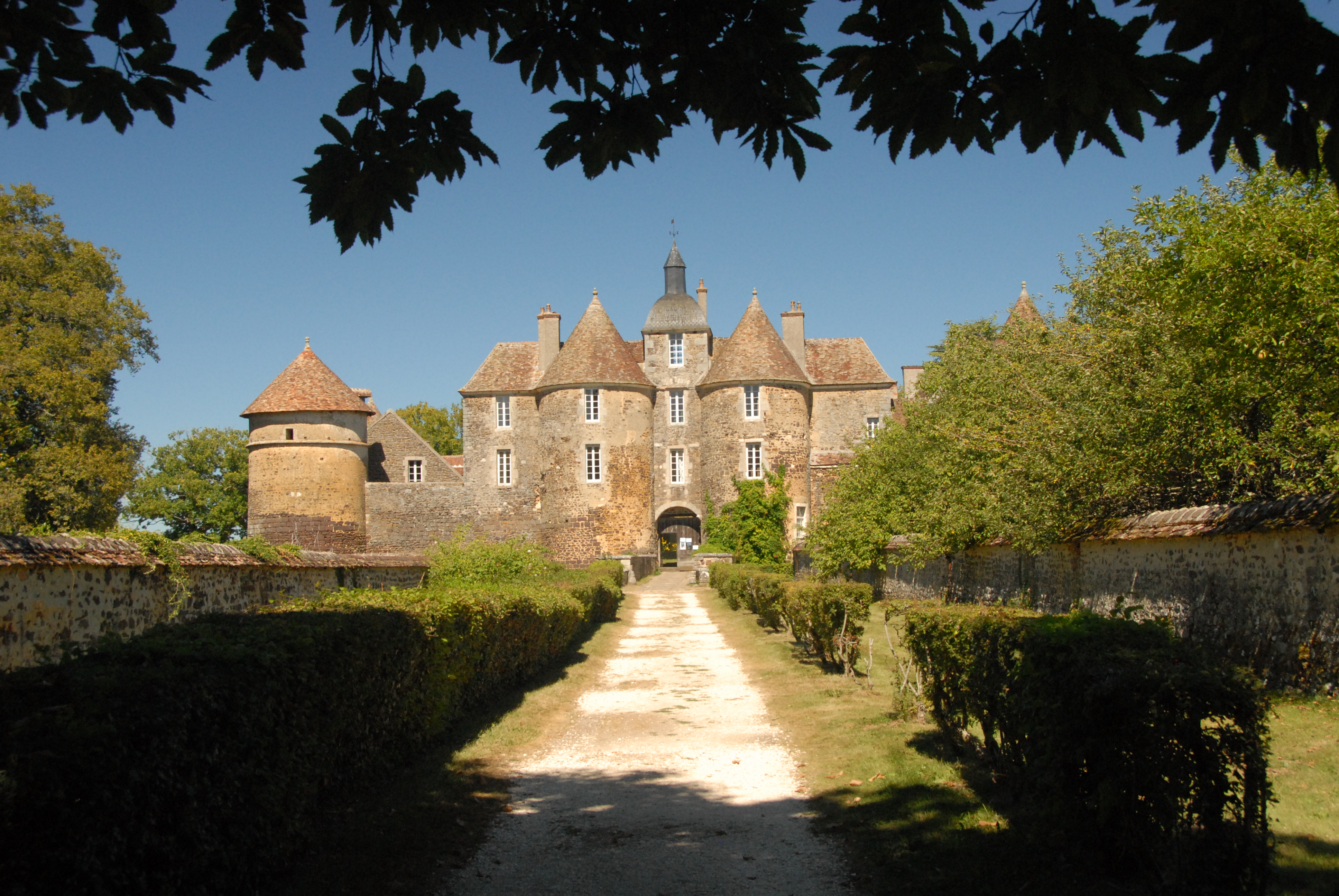
Schloss Ratilly

Louis Basile Carré de Montgeron (geboren 1686 in Paris; gestorben 1754 in Valence, Drôme) war französischer Schriftsteller und Pariser Parlamentsrat. Sein Lebenswerk sah er in der Verteidigung des Jansenismus und der Konvulsionäre.

## Leben
Als nach dem Tod des katholischen Diakons (diacre) und Theologen François de Pâris (1690–1727) Anfang der 1730er Jahre auf dem Gebiet der nahe der Abtei von Port-Royal de Paris gelegenen Pfarrgemeinde Saint-Médard bei den verfolgten Jansenisten verschiedene spontane Wunderheilungen auftraten, war Montgeron davon überzeugt, darin Werke Gottes zu sehen. 1732 kaufte er das Schloss Ratilly mit dem Ziel, Abbé Terrasson, der dort im Exil war, bei der Verbreitung jansenistischer Ideen zu unterstützen. Nach einem Besuch bei Jean Soanen in La Chaise-Dieu im Spätherbst 1732, der ihn zur Niederschrift seiner Erfahrungen ermutigte, stellte er eine Dokumentation von acht Fällen über die 'Wahrheit der Wunder' (La vérité des miracles) mit zahlreichen Attesten, Zeugenaussagen usw. zusammen, wobei in sämtlichen Fällen die Heilung aufgrund eines Besuchs am Grab des Volksheiligen François de Pâris erfolgte. Diese Dokumentation, mit Porträts der Geheilten von Jean Restout der Jüngere, veröffentlichte er später als Buch mit einer Widmung an den französischen König, dem er in einer Privataudienz ein Exemplar überreichte und dabei die Bulle Unigenitus Dei filius kritisierte, in der Hoffnung, den Monarchen so zugunsten der Jansenisten stimmen zu können. Der Autor wurde aber auf Betreiben des Kardinals de Fleury unverzüglich verhaftet und mittels eines Lettre de cachet in der Bastille eingekerkert, ebenso wie Abbé Terrasson. Den Rest seines Lebens verbrachte de Montgeron in verschiedenen Gefängnissen, zunächst in Villeneuve-lès-Avignon, in Viviers und ab 1739 in der Zitadelle von Valence, wo er zwar für Verpflegung und Unterkunft selbst aufkommen musste, jedoch sein Werk fortsetzen und im Ausland veröffentlichen konnte. Er starb in Valence nach 17-jähriger Gefangenschaft und wurde dort auf dem Armenfriedhof bestattet.

## Werke
- La vérité des miracles operés par l’intercession de M. de Pâris démontrée contre M. l'Archevêque de Sens, 3 tomes, 1737, 1741 et 1747. (Digitalisate der Neuausgabe Köln: 1, 2, 3)